# 西川満

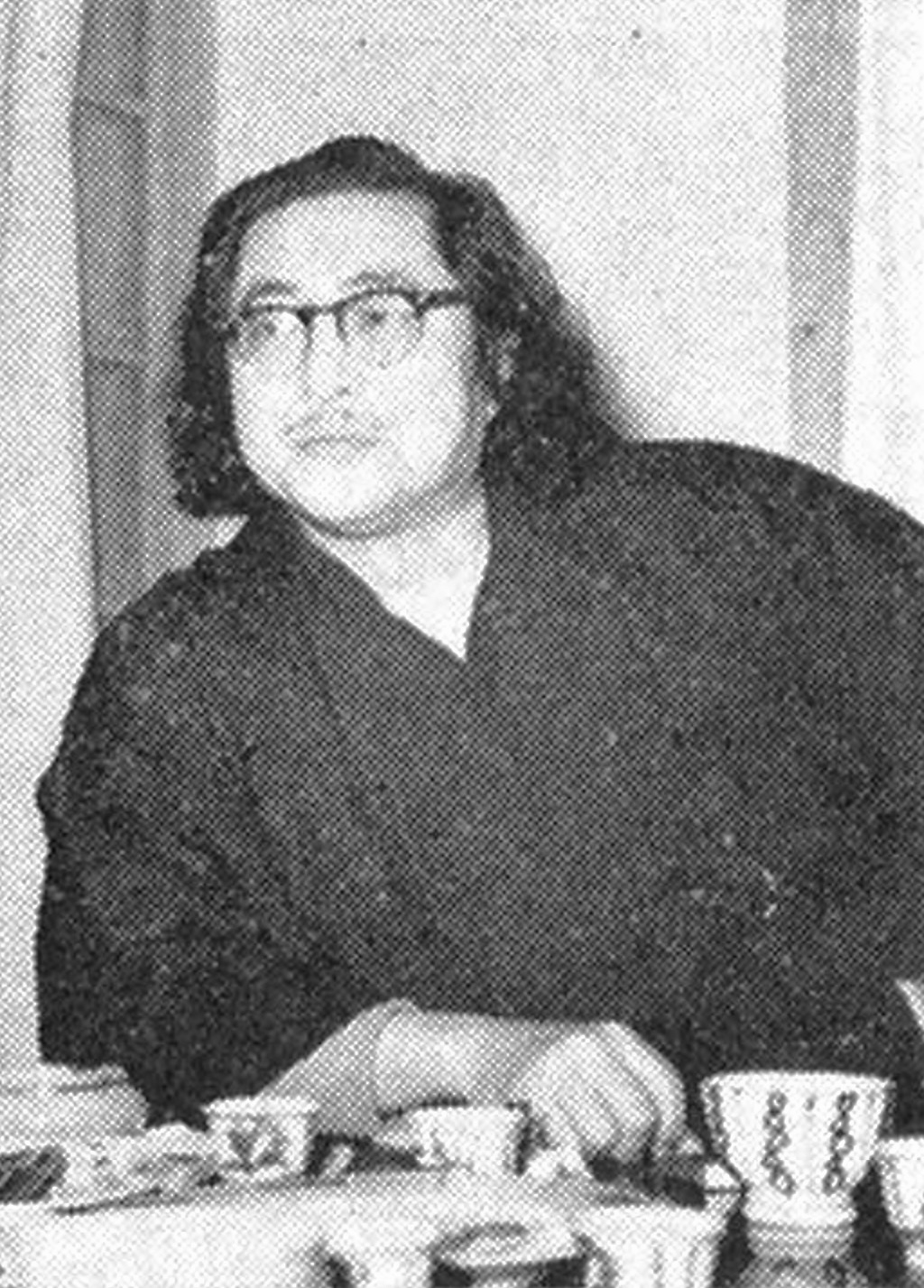
西川満

西川 満（にしかわ みつる、1908年2月12日 - 1999年2月24日）は日本の装幀家、小説家、詩人。長男は経済学者の西川潤。

## 経歴
福島県会津若松市生まれ。父親の仕事の関係で、3歳で台湾に渡る。台北一中を経て、早稲田大学仏文科へ進学、吉江喬松に師事。卒論のテーマはアルチュール・ランボー。1933年に卒業して台湾日日新報に就職。『台湾風土記』（1939年）、『華麗島』（1939年）、『文芸台湾』（1940年）などを創刊。敗戦後の1946年、日本に引き揚げる。台湾の真理大学に蔵書2万冊余りを寄贈した。占星術もやった。　

## 著作

### 小説
- 『猫寺 おとぎばなし』宮田彌太朗画 媽祖書房 1936
- 『絵本桃太郎』宮田彌太郎画 日孝山房 1938
- 『傘仙人 おとぎばなし』日孝山房 1938
- 『嘉定屠城紀略』日孝山房 1939
- 『列仙伝 絵像』日高山房 1939
- 『梨花夫人』日孝山房 1940
- 『浪曼』日孝山房 1941
- 『赤崁記』書物展望社　1942
- 『七宝の手筐』新小説社 1948
- 『台湾脱出』新小説社 1952 新小説文庫
- 『ちょぷらん島漂流記』湊書房 1952　のち中公文庫
- 『うすあかり風流文庫』鱒書房 おしどり新書 1955
- 『中国美女譚』大日本雄弁会講談社 ロマン・ブックス 1956
- 『天の沼琴』真世界社 1958　改題『日蓮聖人』真世界社 1968
- 『会真記』人間の星社、1976
- 『繍像黄花女』人間の星社 1976
- 『シンガポール女傑譚』人間の星社 1978
- 『蓮花女体』人間の星社 1978
- 『台湾縦貫鉄道』人間の星社 1979
- 『華麗島顕風録』人間の星社 1981
- 『珍珠宝塔 長篇伝奇』人間の星社 1983
- 『神々の祭典 台湾小説集』人間の星社 1984
- 『テヘランの審判 異国小説集』人間の星社 1985
- 『双蝶記 西川満中国小説集』人間の星社 1987
- 『牝鶏の晨 西川満中国小説集』人間の星社 1987
- 『元宵記』吾八書房 1998

### 詩集
- 『媽祖祭』媽祖書房　1935
- 『採蓮花歌』日孝山房 1936
- 『華麗島頌歌 詩集』日孝山房 1940
- 『延平郡王の歌』日孝山房 1943
- 『花妖箋』日孝山房 1943
- 『一つの決意 詩集』文芸台湾社 1943
- 『廻転木馬 詩集』人間の星社 1975
- 『西川満詩集』人間の星社 1975
- 『イヴオンヌ 詩集』原田健児写真 人間の星社 1976
- 『雪女 詩集』人間の星社 1977
- 『林本源庭園賦』詩 峯梨花画 人間の星社 1978
- 『西川満全詩集』人間の星社 1982
- 『亜片』

### 随筆
- 『桃園の客』日孝山房 1943
- 『黄金の人』（後宮信太郎）新小説社 1957
- 『人間の星』六興出版社 1959
- 『天中殺 星の神秘と運命』講談社 1972
- 『自伝』人間の星社 1981
- 『わがふるさと会津』人間の星社 1981
- 『わが越えし幾山河』人間の星社 1983
- 『秘解「天中殺」 星の神秘と命運を知る』講談社 オレンジバックス 1985

### 共著編
- 『華麗島民話集』池田敏雄共著 日孝山房 1942
- 『台湾文学集』大阪屋号書店 1942
- 『台湾絵本』編 東亜旅行社台北支社 1943

### 翻訳
- 『西遊記』八雲書店 1948　新小説社、1952
- 『中国妖艶小説集』大日本雄弁会講談社 1949